# Siphonolaimus niger
Siphonolaimus niger is een rondwormensoort uit de familie van de Siphonolaimidae. De wetenschappelijke naam van de soort is voor het eerst geldig gepubliceerd in 1893 door de Man.